# Рава-Русская городская община
Рава-Русская городская общи́на (укр. Рава-Руська міська громада) — территориальная община во Львовском районе Львовской области Украины.
Административный центр — город Рава-Русская.
Население составляет 25 833 человека. Площадь — 319,1 км².

## Населённые пункты
В состав общины входит 1 город (Рава-Русская) и 45 сёл:
- Березина
- Боровое
- Буды
- Великие Долины
- Ольшанка
- Волица
- Гийче
- Горканы
- Горки
- Голокаменка
- Горяны
- Гута Обединская
- Девятир
- Дубровка
- Думы
- Заборье
- Загорье
- Зелёная Гута
- Йоничи
- Капелюх
- Клебаны
- Ковали
- Кривое
- Липник
- Лосины
- Луг
- Лужки
- Луцыки
- Малый
- Малые Долины
- Мощана
- Нивы
- Новая Каменка
- Олиярники
- Пильце
- Помлынов
- Потелич
- Равское
- Рата
- Речки
- Синьковичи
- Сорочьи Лозы
- Старое Село
- Чорнии
- Шабельня